# Homer Wilson Ranch
Pour les articles homonymes, voir Wilson.
L'Homer Wilson Ranch est un ranch américain situé dans le comté de Brewster, au Texas. Protégé au sein du parc national de Big Bend, il est inscrit au Registre national des lieux historiques depuis le 14 avril 1975.